# La Caravana Mágica
La Caravana Mágica es un proyecto de rock rioplatense, creada por Gustavo Cordera, exlíder y vocalista de la consagrada agrupación alternativa, Bersuit Vergarabat. A diferencia de su anterior proyecto, Cordera ideó un proyecto con su propia impronta, más personal y romántico; convocando a un grupo heterogéneo de músicos, que fusiona sonidos electrónicos actuales como la cumbia, la música latinoamericana y la rioplatense, con la energía del rock.

## Historia

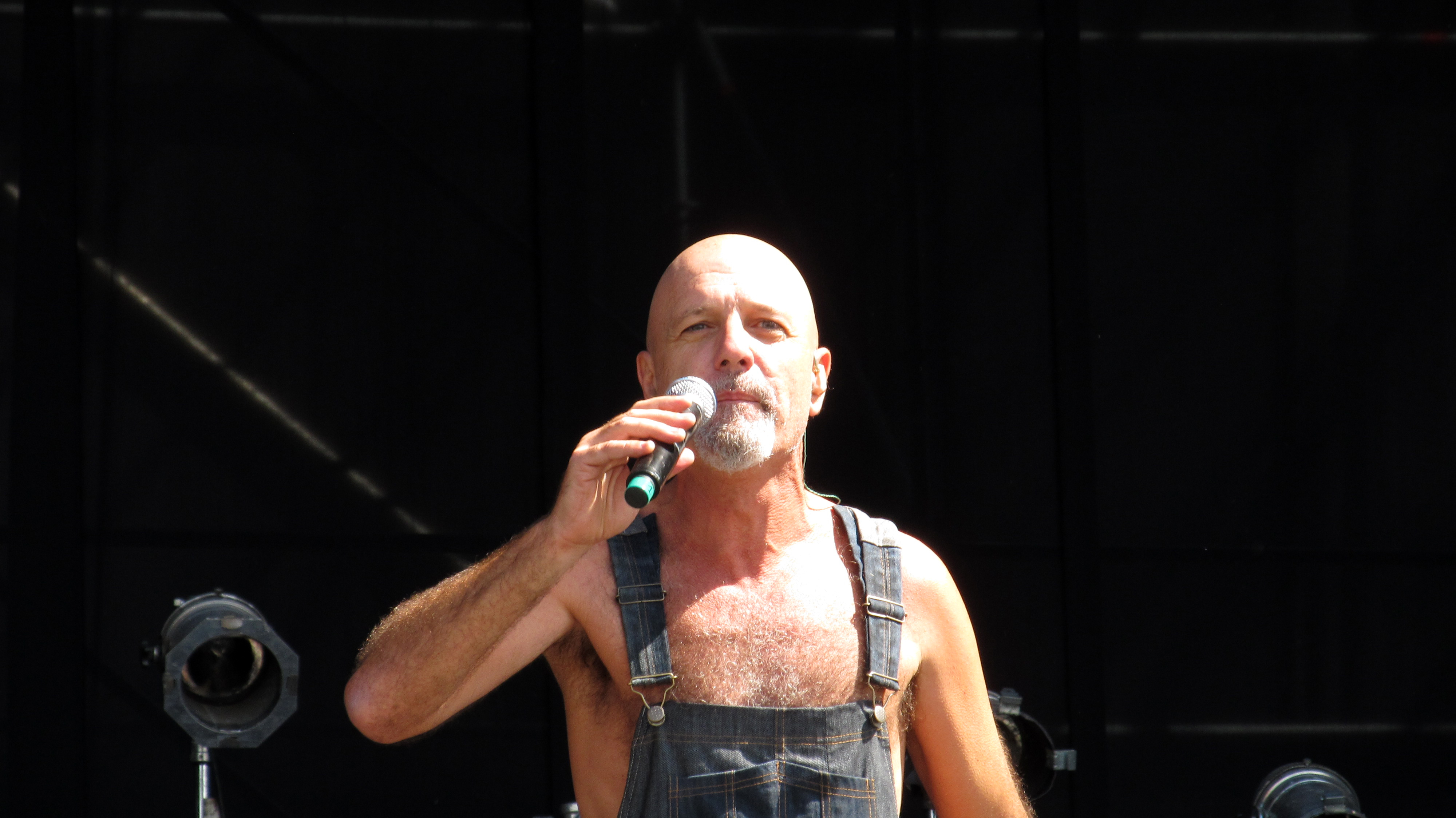
Cordera en Lollapalooza Chile 2012.

Tras el éxito de su primer disco como solista, Suelto (2009); Cordera edita junto con su nuevo proyecto, el disco En la Caravana Mágica, en el año 2010 y su primer éxito lo obtienen gracias a la difusión del corte, titulado «La bomba loca». Este material contó con la participación del cantautor Palito Ortega en la canción «No es que sea viejo» y obtuvo en 2011, el galardón de disco de oro. Además de «La bomba loca», se destaca el hit «Asalto de Cumbia».
En el año 2012, Cordera y su banda, edita la continuación de su álbum predecesor, titulado En la Caravana Mágica Vol.2 y cuenta con nueve canciones en su totalidad; de las cuales se destacan: «Soy mi soberano», «Hablándote», «Tenete fe» y «Canción para mi cabeza». Ambos materiales, fueron producidos por el artista conocido como El Chávez y por el propio Cordera
En marzo de ese mismo año, tocan en el Lollapalooza Chile 2012, ante 100 mil personas, siendo los únicos artistas de origen argentino en el festival, compartiendo el escenario con artistas como Gogol Bordello, Los Jaivas y Arctic Monkeys. En el año 2013, hizo una fusión de la cumbia y el rock con el grupo Tito y La Liga, cantando el tema «Equivocarme y hacerlo».
El 8 de octubre de ese mismo año, fue invitado especial en el Estadio Luna Park de Tito y La Liga, haciendo una fiesta con su Caravana Mágica cantando «Asalto de Cumbia», «La bomba loca» y «Equivocarme y hacerlo».  
En 2014, edita el DVD y CD en vivo, Cordera vivo y lo presentó en el estadio Luna Park, entre los meses de septiembre y noviembre de ese año y repasó sus canciones más conocidas durante su etapa con Bersuit Vergarabat como «La soledad», «Un pacto», «La del toro», «El baile de la gambeta», de su primer disco solista Suelto como «Me la juego a morir» y «Ansiedad de busca» y temas de la Caravana Mágica como «La bomba loca», «Asalto de Cumbia» y «Hablándote».
En 2016, luego de una serie de declaraciones que fueron consideradas como ofensivas al movimiento de mujeres, al preguntarle sobre una ola acusaciones de depravación y abusos sexuales que involucran a varios colegas suyos del rock argentino (Ciro Pertusi, Cristian Aldana y José Miguel del Pópolo), a lo que Cordera sorpresivamente contesta:

Hay mujeres que necesitan, porque son histéricas, ser violadas, porque psicológicamente lo necesitan y porque tienen culpa y no quieren tener sexo libremente. Quieren jugar a eso. A mí no me gusta jugar a eso, pero hay gente a los que sí. Somos muy complejos los seres humanos.
Gustavo Cordera

Esto le valió una imputación judicial por "apología del delito e incitación a la violencia". Tras esto, Cordera y su banda, dejaron de tocar y se cancelaron todos los shows programados de la presentación de su material, Tecnoanimal, a raíz de estos hechos.
En 2017, se estrenó el documental La fábula del Escorpión, que narra su vida, el origen de Bersuit Vergarabat, sus fracasos como artista, su familia, su exilio a Uruguay y su reciente escándalo sobre la imputación judicial, ocurrida un año antes.
En 2018, la banda editó su disco Entre las cuerdas.

## Integrantes
- Gustavo Cordera: voz y guitarra
- Stella Céspedes: voz y percusión
- Lele Perdomo: guitarras eléctricas, acústicas y voz
- Chacho Píriz: guitarras acústicas y voz
- Schubert Rodríguez: teclados, acordeón y voz
- Pepe Oreggioni: bajo, guitarra acústica, ukelele y voz
- Emiliano Pérez Saavedra: batería y percusión
- Soema Montenegro: coros y voz

## Discografía
- 2010 - En la Caravana Mágica (Sony Music/Columbia Records)
- 2012 - En la Caravana Mágica Vol.2 (Sony Music/Columbia Records)
- 2014 - Cordera vivo (Sony Music)
- 2016 - Tecnoanimal (Sony Music)
- 2018 - Entre las cuerdas (Sony Music)
- 2021 - Cuerpo (Libres Parte 1) (EP) (Sony Music)
- 2022 - Mente (Libres Parte 2) (EP) (Sony Music)
- 2023 - Espíritu (Libres Parte 3) (EP) (Sony Music)
- 2024 - De la cabeza al corazón (Sony Music)